# Liéhon
Liéhon je francouzská obec v departementu Moselle v regionu Grand Est. V roce 2013 zde žilo 107 obyvatel.
Na území obce leží část mezinárodního letiště Mety-Nancy-Lotrinsko.

## Poloha
Sousední obce jsou: Buchy, Goin, Chérisey, Pontoy, Silly-en-Saulnois a Vigny.

## Vývoj počtu obyvatel
Počet obyvatel